# Tungsram

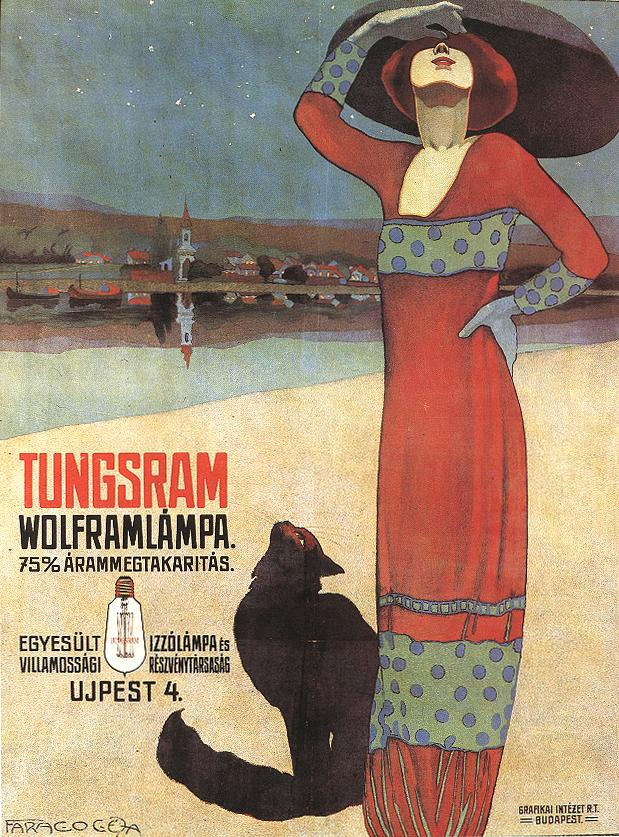
Plakát o plnění žárovek Tungsram, Maďarsko, cca r. 1910

Tungsram je maďarská společnost vyrábějící žárovky a elektronky. Byla založena roku 1896 a od roku 1989 je součástí společnosti General Electric. Dnes je jméno Tungsram používáno již jen jako obchodní značka.
Roku 1903 společnost patentovala žárovku se žhavicím vláknem pokrytým wolframem. V roce 1934 zase ohlásila patent žárovky plněné kryptonem, kterou vynalezl Imre Bródy. Obě žárovky poskytovaly na svou dobu nadstandardní životnost.
Jméno Tungsram vzniklo spojením výrazů tungsten (v angličtině a jiných jazycích pojmenováním pro kov wolfram) a wolfram.